# Église Saint-Pierre-et-Saint-Pardoux d'Arnac-Pompadour
L'église Saint-Pierre-et-Saint-Pardoux est une église catholique située à Arnac-Pompadour, en France.

## Localisation
L'église est située dans le département français de la Corrèze, sur la commune d'Arnac-Pompadour.

## Historique
L'édifice est classé au titre des monuments historiques en 1846.